# Усть-Лекма (Ярский район)
Усть-Лекма — деревня в Ярском районе Удмуртской республики России. Входит в состав Еловского сельского поселения.

## География
Деревня находится в северо-западной части Удмуртии, на правом берегу реки Чепца, напротив места впадения в неё реки Лекма, на расстоянии примерно 6 км (по прямой) к северо-северо-западу (NNW) от посёлка Яр, административного центра района. Абсолютная высота — 163 м над уровнем моря.

### Часовой пояс
Деревня Усть-Лекма, как и вся Удмуртия, находится в часовой зоне МСК+1. Смещение применяемого времени относительно UTC составляет +4:00.

## История
В «Списке населенных мест Российской империи», изданном в 1876 году, населённый пункт упомянут как казённая деревня Усть-Лекомская Глазовского уезда (1-го стана), при реке Чепца, расположенная в 44 верстах от уездного города Глазов. В деревне насчитывалось 26 дворов и проживало 261 человек (138 мужчин и 123 женщины). Функционировали почтовая станция, сельская расправа и переправа через Чепцу.

## Население
| 2010 | 2012 |
| ---- | ---- |
| 70   | →70  |

### Национальный состав
Согласно результатам переписи 2002 года, в национальной структуре населения удмурты составляли 89 %.

## Улицы
Уличная сеть деревни состоит из двух улиц (ул. Совхозная и ул. Чепецкая).